# ピアノ協奏曲第2番 (スタンフォード)
ピアノ協奏曲第2番 ハ短調作品126は、チャールズ・ヴィリアーズ・スタンフォードが1911年に完成させたピアノ協奏曲である。初演は1915年6月、ノーフォークで開催されたアメリカ音楽祭にて、ハロルド・バウアーのピアノ独奏、アーサー・ミーズの指揮により行われた。ロンドン初演は、1919年4月29日、クイーンズホールにてベンノ・モイセイヴィチの演奏により実施された。曲はカール・ストゥッケルとロバート・マクイーンに捧げられた。

## 楽器編成
独奏ピアノ、フルート2、オーボエ2、クラリネット（in B）2、ホルン（in F）4、トランペット（in F）2、トロンボーン3、ティンパニ、弦五部、

## 演奏時間
約40分。

## 楽曲構成
- 第1楽章 アレグロ・モデラート
独奏ピアノを背景に、ホルンが上昇音を提示する。この動機はコーダにおいても奏される。
- 第2楽章 アダージョ・モルト‐ピウ・モッソ (クアジ・アンダンテ)
独奏ピアノのアルペッジョによって開始され、まもなくこれに弦が加わる。
- 第3楽章 アレグロ・モルト　ラルガメンテ・エ・ソステヌート
管弦楽とピアノによる短い序奏の後、ピアノが第1主題を奏す。やがて第2楽章の主題が再現され、ハ長調に転じた冒頭の動機にホルンが加わって明るく華やかに終止する。